# Phil Griffith
Phil Griffith (* 18. März 1949 in Georgetown, Guyana) ist ein ehemaliger britischer Radrennfahrer und nationaler Meister im Radsport.

## Sportliche Laufbahn
Er war Teilnehmer der Olympischen Sommerspiele 1976 in Montreal. Im olympischen Straßenrennen in Montreal schied er beim Sieg von Bernt Johansson aus. Im Mannschaftszeitfahren wurde er mit Paul Carbutt, Dudley Hayton und Bill Nickson auf dem 6. Rang klassiert.
1971, 1975, 1977 und 1979 wurde er nationaler Meister im Einzelzeitfahren. 1977 gewann er den Titel im Mannschaftszeitfahren mit Dave Cuming, Paul Carbutt und Joe Waugh. 1979 und 1980 gewann er den Titel erneut.
1971, 1974, 1976 und 1979 gewann er die Wertung British Best Allrounder (BBAR), einer Rennserie von Zeitfahrwettbewerben über unterschiedliche Streckenlängen. 1972 wurde er Vize-Meister im Straßenrennen der Amateure hinter Douglas Dailey. In der Internationalen Friedensfahrt 1973 konnte er für einen Tag das Trikot des Spitzenreiters übernehmen, im Endklassement wurde er 30. 1974 startete er erneut und beendete das Etappenrennen auf dem 74. Rang. 1973 siegte er in der Tour of the Cotswolds. 1974 gewann er die Silbermedaille im Straßenrennen der Männer bei den Commonwealth Games.
1978 gewann er mit dem Archer Grand Prix ein traditionsreiches Eintagesrennen in Großbritannien. Griffith gewann in seiner Laufbahn eine Vielzahl britischer Rennen, konnte aber im Ausland keine Siege erringen.

## Berufliches
Nach seiner aktiven Laufbahn wurde er Sportlicher Leiter in britischen Radsportteams.